# Adriane Lenox
Adriane Lenox (Memphis (Tennessee), 11 september 1956) is een Amerikaanse actrice.

## Biografie
Lenox heeft gestudeerd aan de Lambuth University in Jackson (Tennessee).

## Filmografie

### Films
- 2021 The United States vs. Billie Holiday - als mrs. Fletcher
- 2019 21 Bridges - als oudere Vonetta Davis
- 2017 The Immortal Life of Henrietta Lacks - als Barbara Lacks
- 2017 Crown Heights - als Grace
- 2014 Affluenza – als professor Walker
- 2014 Love Is Strange - als schoolhoofd
- 2013 The Butler - als Gina
- 2013 The Inevitable Defeat of Mister & Pete - als vrouw in groepshuis
- 2012 You're Nobody 'til Somebody Kills You – als moeder Malone
- 2012 Lola Versus – als professor
- 2012 Red Lights – als Rina
- 2011 The Inheritance – als Felicia
- 2010 The Sorcerer's Apprentice – als mrs. Alger
- 2009 The Blind Side – als Denise Oher
- 2007 Alvin and the Chipmunks – als Vet
- 2007 My Blueberry Nights – als Sandy
- 2007 Where God Left His Shoes – als Carita
- 2006 Black Snake Moan – als Rose Woods
- 2006 Griffin & Phoenix – als dokter
- 2005 On the One – als zuster Emma
- 1999 Double Platinum – als ??
- 1987 Forever, Lulu – als meisje in stripclub

### Televisieseries
Uitgezonderd eenmalige gastrollen.
- 2018 - 2022 Manifest - als Beverly - 8 afl.
- 2022 Julia - als Virginia Naman - 5 afl.
- 2020 Ms. Guidance - als Lillian Barnes - 5 afl.
- 2019 The Resident - als Bonnie Broome - 2 afl.
- 2019 It's Bruno! - als Jizzel - 4 afl.
- 2016 - 2018 The Path - als Felicia - 17 afl.
- 2014 - 2017 The Blacklist - als Reven Wright - 16 afl.
- 2015 Daredevil - als Doris Urich - 4 afl.
- 2011 – 2012 Damages – als Angel Auroro – 5 afl.
- 2011 – 2012 30 Rock – als Sherry – 4 afl.
- 2008 – 2009 Lipstick Jungle – als Marva – 7 afl.

## Theaterwerk opBroadway
- 2013 - 2014 After Midnight - als ??
- 2005 – 2006 Doubt – als mrs. Muller
- 2004 Caroline, or Change – als Caroline Thibodeaux
- 1999 – 2001 Kiss Me Kate – als Hattie
- 1999 The Gershwins' Fascinating Rhythm – als artieste
- 1996 – 2013 Chicago – als Matron (understudy)
- 1995 – 1996 How to Succeed in Business Without Really Trying – als mrs. Jones (understudy)
- 1981 – 1985 Dreamgirls – als Charlene / Lorrell Robinson (understudy)
- 1978 – 1982 Ain't Misbehavin' – als artieste (understudy)

- International Standard Name Identifier: 0000 0000 4833 3358
- Library of Congress Control Number: n2006056596
- Nationale Bibliotheek van Israël: 987007362351605171
- Virtual International Authority File: 19111342
- WorldCat: E39PBJwtq8g8Bf3pmpVMcvppT3